# Залезът на булката
„Залезът на булката“ (на френски: Le Coucher de la Mariée) е френски късометражен еротичен ням филм от 1896 година, продуциран от Йожен Пиру и заснет от режисьора Албер Кирхнер, представящ се под псевдонима „Леар“. Той е определян като един от първите откровено порнографски филми в историята на кинематографията. Премиерата му пред публика в Париж се състои през ноември 1896 година, годината на първите публични прожекции на кинофилми.
Оригинално заснетият филм е бил с продължителност от около седем минути, но поради лошо съхранение в „Националния филмов архив на Франция“, през 1996 година е установено, че само около две минути от него са оцелели и в тях се вижда как една жена се разсъблича.
За заснемането на филма са използвани театрални декори и в него участва кабаретната танцьорка Луис Вили, която прави стриптийз пред погледа на неизвестен актьор, който симулира четене вестник.